# Sydöklippsmyg
Sydöklippsmyg (Pachyplichas yaldwyni) är en förhistorisk utdöd fågel i familjen klippsmygar inom ordningen tättingar som tidigare förekom i Nya Zeeland. 

## Utseende
Sydöklippsmygen var tyngst av alla klippsmygar, levande och utdöda. Dess form indikerar att den var starkt anpassad till ett markbundet liv. Den var troligen helt eller nästan oförmögen att flyga.

## Förekomst
Fågeln beskrevs 1988 utifrån en tars funnen i Honeycomb Hill Cave på Sydön. Lagrena där fågeln hittats är med hjälp av kol-14-metoden daterade till mellan 25.000 och 1.000 år sedan. Fynd i Honeycomb Hill cave visar att arten levde samtidigt som tre andra arter klippsmyg, vilket tyder på att den troligen intog en unik ekologisk nisch som gjorde samlevnad möjligt. Den levde sannolikt i låglänta tempererade lövskogar med Podocarpaceae, men även mer höglänt i alpina buskmarker.

## Utdöende
Sydöklippsmygens markbundna leverne och dess flygoförmåga gjorde den mycket känslig för de invasiva djurarter som de polynesiska bosättarna förde med sig, framför allt polynesisk råtta. 

## Namn
Fågelns vetenskapliga namn hedrar Dr John Yaldwyn, chef över National Museum of New Zealand i Wellington, för sitt bidrag till fågelpaleontologin.